# مدیریت مالی استراتژیک
مدیریت مالی استراتژیک، (به انگلیسی: Strategic financial management) در دانش مالی، مشخص کردن استراتژی‌های ممکن، که توانایی (قابلیت) حداکثر کردن ارزش فعلی خالص یک سازمان را داشته باشند، تخصیص منابع سرمایه‌ای کمیاب، برای فرصت‌های رقیب، اجرا و ارزیابی استراتژی‌های انتخاب شده، با هدف دستیابی به اهداف بیان شده می‌باشد.